# Automatisme (psychologie)
Automatisme, van het Griekse woord automatismos, is de spontane productie van vaak nutteloos verbaal of motorisch gedrag, zonder zelfbeheersing of realisatie van dit gedrag.
Automatisme kan worden waargenomen bij een groot aantal contexten zoals schizofrenie, dissociatieve fugue, epilepsie, narcolepsie of zelfs als reactie op een traumatische gebeurtenis.
Een kenmerk van automatisme is dat het individu zich vaak niet kan herinneren dat hij/zij bepaald gedrag heeft vertoond.